# 공유물
공유물이란 복수의 사람이 한 공동으로 소유하는 물건을 말한다.

## 사례
甲, 乙, 丙이 각 5/9, 2/9, 2/9의 지분으로 토지를 공유하고 있고 과반수 공유지분을 가진 甲은 공유자 사이에 공유물의 관리방법에 관하여 협의가 미리 없었다 하더라도 공유물의 관리에 관한 사항을 단독으로 결정할 수 있다

## 판례
- 토지공유자는 특별한 사정이 없는 한 그 지분에 대응하는 비율의 범위내에서만 그 차임상당의 부당이득금반환의 청구권을 행사할 수 있다[2]

- 지분을 소유하고 있는 공유자나 그 지분에 관한 소유권이전등기청구권을 가지고 있는 자라고 할지라도 다른 공유자와의 협의 없이는 공유물을 배타적으로 점유하여 사용 수익할 수 없는 것이므로, 다른 공유권자는 자신이 소유하고 있는 지분이 과반수에 미달되더라도 공유물을 점유하고 있는 자에 대하여 공유물의 보존행위로서 공유물의 인도나 명도를 청구할 수 있다[3].

- 구분공유적 공유관계를 해소하기 위하여는 공유물분할청구를 하여서는 안되며 명의신탁 해지를 원인으로 한 지분이전등기절차의 이행만을 구하여야 한다[4].